# فاینال کات پرو ایکس
فاینال‌کات پرو، که قبلاً فاینال‌کات پرو ایکس بوده، یک برنامه تدوین (غیرخطی) ویدئو حرفه ای است که توسط شرکت اپل به عنوان بخشی از برنامه‌های خانواده نرم‌افزار Pro Apps منتشر شده‌است. این نرم‌افزار در ۲۱ ژوئن ۲۰۱۱ برای فروش در فروشگاه App Mac منتشر شد. این ابزار جانشین Final Cut Pro است. همزمان با عرضه مک‌اواس بیگ سور در نوامبر ۲۰۲۰ به «فاینال‌کات پرو» تغییر نام یافت.